# ティンワルド
ティンワルド（マン島語: Ard-whaiyl Tinvaal）は、イギリスの王室属領であるマン島の立法府である。

## 概要
上院に相当する立法評議会と下院に相当する鍵の院の両院で構成する。